# Thorold Gosset
John Herbert de Paz Thorold Gosset (octobre 1869 - décembre 1962) est un avocat et un mathématicien amateur anglais. En mathématiques, il est connu pour la découverte et la classification des polytopes semi-réguliers (en) de dimensions quatre et plus.

## Biographie
Thorold Gosset est né le 16 octobre 1869 à Thames Ditton au Royaume-Uni. Il est le fils de John Jackson Gosset, un fonctionnaire de l'état et agent de statistiques pour HM Customs, et de son épouse Eleanor Gosset (anciennement Thorold).
Le 1er octobre 1888, il est admis au Pembroke College de Cambridge en tant que pensionnaire, et il obtient un BA ès lettres en 1891. Il est appelé à la barre de l'Inner Temple en juin 1895, et est diplômé d'une maîtrise en 1896.
En 1900, il épouse Emily Florence Wood. Par la suite, ils ont eu deux enfants, nommés Kathleen et Jean.

## Mathématiques et géométrie multidimensionnelle
Selon H. S. M. Coxeter, après l'obtention de son diplôme de droit en 1896 et ne plus avoir de clients, Thorold Gosset s'est amusé lui-même en tentant de classer les polytopes réguliers en plus de dimensions (plus de trois) de l'espace Euclidien. Après la redécouverte de tous, il a essayé de classer les semi-polytopes réguliers, qu'il définit comme polytopes à facettes régulières différentes, et qui sont vertex-uniformes (ou figure de sommet-uniformes), ainsi que l'analogue des nids d'abeilles, qu'il considérait comme des polytopes dégénérés. En 1897, il a présenté ses résultats à James W. Glaisher, alors rédacteur en chef de la revue Messenger of Mathematics. Glaisher a été favorablement impressionné et a transmis les résultats à William Burnside et Alfred Whitehead. Burnside, cependant, a déclaré dans une lettre à Glaisher en 1899 que l'auteur de la méthode d'une sorte d'intuition géométrique n'a pas fait appel à lui. Il a admis qu'il n'a jamais trouvé le temps de lire plus de la première moitié de l'article de Gosset. En fin de compte Glaisher n'a publié qu'un bref résumé de Gosset.
Les résultats de Thorold Gosset sont largement passés inaperçus pendant de nombreuses années. Ses polytopes semi-réguliers (en) ont été redécouverts par Elte en 1912 et plus tard par Coxeter, qui a donné à la fois crédits à Gosset et à Elte pour cette découverte.
Une propriété générale d'un polytope Vn est que sa figure de sommet est le polytope Vn-1 de dimension inférieure. Inversement, la figure de sommet Vn-1 permet de construire le polytope Vn de dimension supérieure. L'exemple le plus simple concrétisé par le logiciel Stella4D de Robert Webb, est donné par un prisme triangulaire pris comme figure de sommet en 3D, qui devient le premier polytope semi-régulier de Gosset appelé la figure semi-régulière Tetraoctahedric en dimension 4 (4ic) qui est aussi un pentachore rectifié.
Coxeter a introduit le terme de « polytopes de Gosset » pour les cinq polytopes semi-réguliers dans 4, 5, 6, 7 et 8 dimensions découverts par Gosset, qu'il a appelés les polytopes 021, 121, 221, 321, et 421. Les sommets des principaux polytopes 221, 321, et 421 ont été plus tard revus et sont apparus comme les racines des groupes de Lie exceptionnels E6, E7 et E8.
Une nouvelle définition plus précise de la série de Gosset des polytopes semi-réguliers a été donnée ensuite par John Horton Conway en 2008. La série des polytopes de Gosset a été complétée par deux pavages uniformes. Le premier, qui pave l'espace euclidien de dimension 8, a été aussi découvert par Gosset et nommé figure semi-régulière 9ic ; Coxeter l'appela ensuite 521. Coxeter a ensuite découvert le dernier pavage, 621, qui pave l'espace hyperbolique de dimension 9.
Les trois principaux polytopes semi-réguliers de Gosset, 221, 321 et 421, ont été construits et présentés ensuite en projections 3D à partir du logiciel vZome de Stuart Vorthmann et à la suite de l'intérêt porté par le chercheur Pierre Etevenon aux polytopes de Gosset.